# 0 (tal)
Uppslagsordet ”Noll” leder hit. För andra betydelser, se 0 (olika betydelser) och Noll (olika betydelser).
0 (noll (fil)) är det första naturliga talet (ibland räknas dock 1 som det första naturliga talet). Utifrån 0 och successorfunktionen fås alla andra naturliga tal. Noll är det enda naturliga talet som inte är successor till något annat. Det är dessutom det enda reella tal som varken är positivt eller negativt. Motsvarande ordinaltal är nollte. Noll är också antalet element i den tomma mängden, och därmed det minsta kardinaltalet.

## Egenskaper
Talet noll har en del unika och viktiga egenskaper, och saknar också vissa egenskaper som övriga tal har.

### Unika egenskaper för noll
Till egenskaperna som bara 0 har hör
- 0 • b = 0 och b • 0 = 0 för alla tal b (nollans egenskap)
- 0+b = b och b+0 = b för alla tal b (noll är det neutrala elementet för addition)
- För varje heltal n är den största gemensamma delaren SGD(n,0) = n (noll är det maximala elementet i Z med avseende på delarrelationen).
- För xx så är x=0 det enda sammanhanget som inte har något svar.[1]

### Egenskaper för endast alla andra tal
Till de egenskaper som bara de nollskilda talen har, det vill säga egenskaper som bara varje tal a med a ≠ 0 än noll har, hör
- Om a • b = a • c för några tal b och c, så är b = c (kancelleringslagen eller annulleringslagen).

### Egenskaper som noll delar med vissa andra tal
Till de egenskaper som både 0 och en del andra heltal har hör:
- 0 är ett jämnt tal[2]
- 0 är ett palindromtal.
- 0 är det nollte fibonaccitalet.
- 0 är ett tridekagontal.
- 0 är ett ikosihenagontal.